# Sahelanthropus tchadensis
Sahelanthropus tchadensis este o specie extinctă de Homininae (maimuțe africane) datată în urmă cu aproximativ 7 milioane de ani, în epoca Miocenului. Specia și genul său Sahelanthropus au fost anunțate în 2002, bazându-se în principal pe un craniu parțial, numit Toumaï, descoperit în nordul Ciadului.
Sahelanthropus tchadensis a trăit aproape de vremea divergenței dintre cimpanzeu și om și este probabil un strămoș al Orrorin, o specie de Homininae care a trăit aproximativ un milion de ani mai târziu. Este posibil să fi fost un strămoș atât pentru oameni, cât și pentru cimpanzei (care l-ar plasa în tribul Hominini) sau, alternativ, un membru timpuriu al tribului Gorillini. În noiembrie 2020, oamenii de știință au raportat că, până la urmă, Sahelanthropus nu poate fi considerat un hominin.